# Eli Driks
Eliezer „Eli” Driks (hebr. אלי דריקס, ur. 13 października 1964 w Petach Tikwie) – izraelski piłkarz grający na pozycji napastnika. W reprezentacji Izraela rozegrał 26 meczów i strzelił 4 gole.

## Kariera klubowa
Swoją karierę piłkarską Driks rozpoczął w klubie Maccabi Tel Awiw. W 1981 roku awansował do pierwszego zespołu Maccabi i w sezonie 1981/1982 zadebiutował w nim w rozgrywkach pierwszej ligi izraelskiej. W sezonie 1983/1984 stał się podstawowym zawodnikiem Maccabi. W sezonie 1984/1985 został na rok wypożyczony do Maccabi Jawne. W 1985 roku wrócił do Maccabi Tel Awiw. W sezonie 1986/1987 osiągnął z Maccabi swój pierwszy sukces, gdy zdobył Puchar Izraela. W sezonie 1987/1988 także go zdobył. W sezonie 1989/1990 Driks występował w Maccabi Netanja. W 1990 roku wrócił do Maccabi Tel Awiw. W sezonie 1991/1992 wywalczył mistrzostwo Izraela, a w sezonie 1992/1993 sięgnął po wicemistrzostwo. W sezonie 1993/1994 ponownie został wicemistrzem kraju oraz zdobywcą krajowego pucharu. W sezonie 1994/1995 sięgnął po tytuł mistrzowski, a w sezonie 1995/1996 wywalczył dublet - mistrzostwo oraz Puchar Izraela. W sezonie 1998/1999 został po raz trzeci wicemistrzem Izraela. W 1999 roku odszedł do Maccabi Herclijja. Po sezonie 1999/2000 zakończył w nim swoją karierę sportową.
| Sezon   | Klub              | Kraj   | Rozgrywki   | Mecze | Bramki |
| ------- | ----------------- | ------ | ----------- | ----- | ------ |
| 1981/82 | Maccabi Tel Awiw  | Izrael | Liga Leumit | 1     | 0      |
| 1982/83 | Maccabi Tel Awiw  | Izrael | Liga Leumit | 4     | 0      |
| 1983/84 | Maccabi Tel Awiw  | Izrael | Liga Leumit | 30    | 4      |
| 1984/85 | Maccabi Tel Awiw  | Izrael | Liga Leumit | 2     | 0      |
| 1984/85 | Maccabi Jawne     | Izrael | Liga Leumit | 26    | 11     |
| 1985/86 | Maccabi Tel Awiw  | Izrael | Liga Leumit | 28    | 8      |
| 1986/87 | Maccabi Tel Awiw  | Izrael | Liga Leumit | 28    | 10     |
| 1987/88 | Maccabi Tel Awiw  | Izrael | Liga Leumit | 17    | 7      |
| 1988/89 | Maccabi Tel Awiw  | Izrael | Liga Leumit | 30    | 7      |
| 1989/90 | Maccabi Netanja   | Izrael | Liga Leumit | 29    | 3      |
| 1990/91 | Maccabi Tel Awiw  | Izrael | Liga Leumit | 26    | 4      |
| 1991/92 | Maccabi Tel Awiw  | Izrael | Liga Leumit | 30    | 13     |
| 1992/93 | Maccabi Tel Awiw  | Izrael | Liga Leumit | 30    | 9      |
| 1993/94 | Maccabi Tel Awiw  | Izrael | Liga Leumit | 33    | 6      |
| 1994/95 | Maccabi Tel Awiw  | Izrael | Liga Leumit | 25    | 7      |
| 1995/96 | Maccabi Tel Awiw  | Izrael | Liga Leumit | 30    | 15     |
| 1996/97 | Maccabi Tel Awiw  | Izrael | Liga Leumit | 27    | 7      |
| 1997/98 | Maccabi Tel Awiw  | Izrael | Liga Leumit | 28    | 14     |
| 1998/99 | Maccabi Tel Awiw  | Izrael | Liga Leumit | 20    | 3      |
| 1999/00 | Maccabi Herclijja | Izrael | Ligat ha’Al | 5     | 1      |

## Kariera reprezentacyjna
W reprezentacji Izraela Driks zadebiutował 18 lutego 1987 roku w zremisowanym 1:1 towarzyskim meczu z Irlandią Północną, rozegranym w Ramat Gan. W swojej karierze grał w eliminacjach do MŚ 1990, do MŚ 1994, do Euro 96 i do MŚ 1998. Od 1987 do 1996 roku rozegrał w kadrze narodowej 26 meczów, w których strzelił 4 gole.